# Legendă

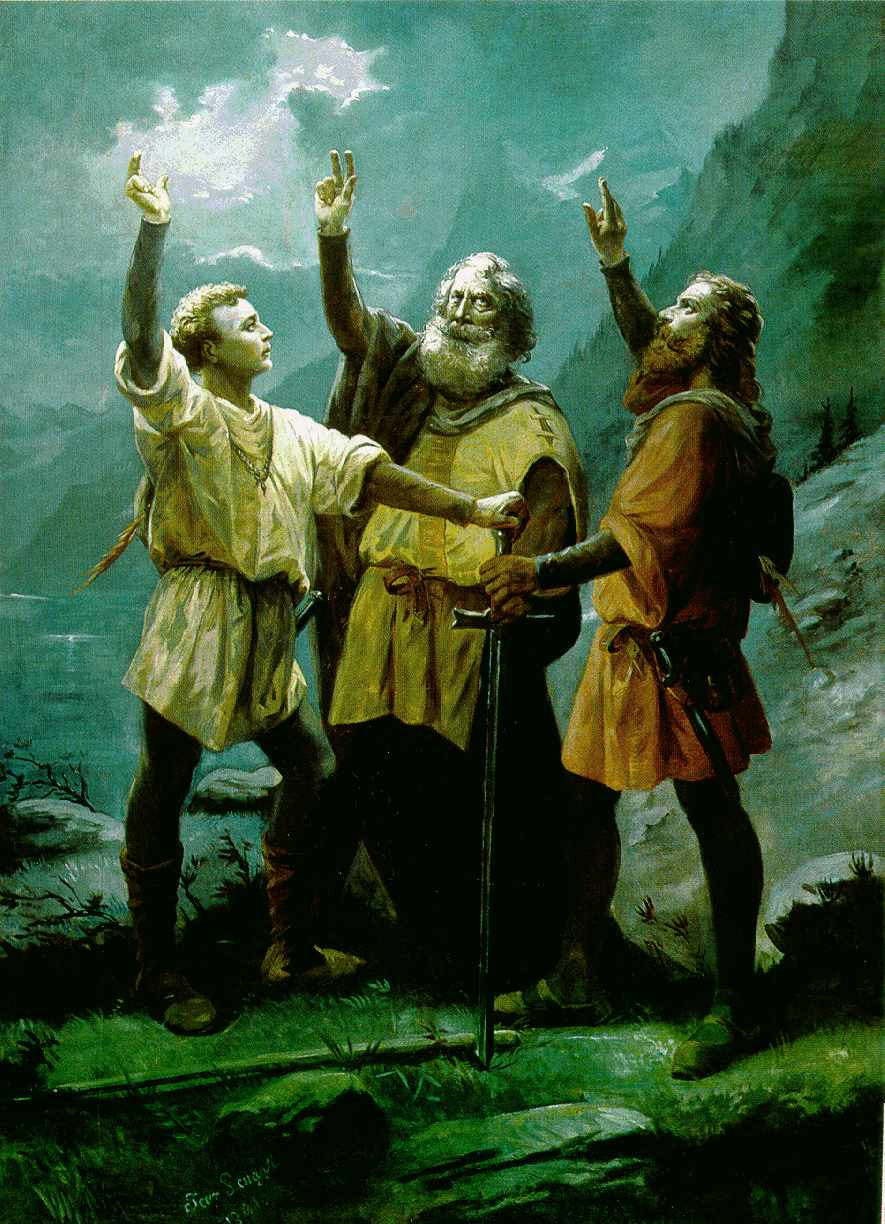
O reprezentare grafică a legendei Rütlischwur

O legendă (din latină legenda înseamnă „lucruri de citit”) este o povestire fantastică cu elemente istorice reale transmisă prin forma orală. Legenda este o narațiune populară în proză sau în versuri, în care se împletesc realitatea și ficțiunea.  
Legenda, spre deosebire de basm, este strâns legată de un element cheie și se concentrează pe un loc, un obiect, un personaj, o poveste, se explică originea unor ființe, plante sau animale, desfășurarea unor momente istorice sau faptele unor eroi etc.Legendele combină fapte reale cu întâmplări imaginare, atât cele posibile cât și cele complet ireale. Ele au servit de obicei pentru a explica geneza sau producerea unor fenomene sau evenimente. 
În limbajul comun, termenul a devenit sinonim pentru mit și se referă la ceva a cărei existență nu a fost niciodată dovedită.